# María Caballero Martínez
María Mar Caballero Martínez (Pamplona, 22 de junio de 1963) es una política española de Unión del Pueblo Navarro que se desempeña como senadora de la XV legislatura. Anteriormente fue senadora de la IX legislatura y ha tenido cargos en el Ayuntamiento de Pamplona como Teniente de Alcalde (2011-2015; 2019-2023) o únicamente concejala (2015-2019).

## Biografía
María Caballero nació el 22 de junio de 1963 en Pamplona, capital de Navarra. Es hija del matrimonio de Tomás Caballero y María Pilar Martínez Oroz. Del mismo matrimonio había nacido su hermano mayor, el parlamentario Javier Caballero Martínez (1961), y nacerían más tarde sus hermanos menores, Tomás Caballero Martínez (1965), Ana Caballero Martínez y José Carlos Caballero Martínez.
Caballero se licenció en Profesorado de Educación General Básica con especialidad en Ciencias por la Universidad de Zaragoza en 1984. Consiguió un puesto de funcionaria en el Ayuntamiento de Pamplona en 1988.
En 1998 su padre, Tomás Caballero, entonces concejal por UPN del Ayuntamiento de Pamplona del que fue alcalde en la Transición, sería asesinado el 6 de mayo por Patxi Ruiz (miembro del grupo terrorista Euskadi Ta Askatasuna) tras ser amenazado por los concejales de Herri Batasuna en el consistorio, Koldo Lacasta, Alberto Petri y Santiago Pío Quiroga, quienes interpusieron además una querella por calumnias contra Tomás Caballero el 17 de abril, la cual fue archivada por no encontrarse infracción penal alguna.
María Caballero continuó ejerciendo cargos administrativos en el Ayuntamiento de Pamplona hasta su elección como senadora por Navarra en las elecciones generales de 2008 en las que su partido, UPN, obtuvo 3 senadores.
En 2011 no repitió elección como senadora, sino que se presentó en las listas de UPN al Ayuntamiento de Pamplona. Obtuvo la concejalía en las elecciones municipales de 2011, repitiendo cargo en los comicios de 2015 y de 2019. En las de 2019 también estuvo presente como suplente en la lista de Navarra Suma al Parlamento de Navarra.
En 2023 volvió a las listas para el Senado por UPN de cara a las elecciones generales de aquel año, siendo la única senadora electa por su partido en los comicios.